# Wikipodatki
Wikipodatki (v izvirniku angleško Wikidata) so prosta in odprta spletna zbirka znanj, zgrajena z wiki tehnologijo, ki jo upravlja Fundacija Wikimedia. Predstavlja strukturirano zbirko določenih tipov podatkov, ki jih je možno urejati in brati tako ročno, kot strojno.
Konkreten cilj izgradnje zbirke za Fundacijo Wikimedia je zbrati osnovne podatke o enciklopedičnih temah na enem mestu, od koder jih je potem možno dinamično vključevati na strani wikipedij in drugih spletišč Wikimedie v različnih jezikih. Za primer, ko se zamenja predsednik neke države, je treba podatek spremeniti v člankih o tej državi v več sto wikipedijah. Če pa je v članke vključen iz Wikipodatkov, zadostuje en popravek. Precejšen del zbirke je skupnost izročila v javno domeno z licenco Creative Commons CC0, tako da jo lahko delno ali v celoti kopira in uporablja vsakdo.
Vsako enciklopedično temo v Wikipodatkih predstavlja t. i. objekt (item) s stalnim naslovom URL, ki mu je možno dodeljevati navedbe (statement) s podatki o njej. Programska oprema MediaWiki skrbi za serviranje teh podatkov različnim wikijem in preko programskega vmesnika tudi drugim spletiščem.

## Razvoj
Začetni razvoj je potekal pod okriljem Wikimedia Deutschland, nemške podružnice Fundacije Wikimedia. Sofinancirali so ga Allen Institute for Artificial Intelligence (Paul Allen), Gordon and Betty Moore Foundation in podjetje Google.
Prvo fazo razvoja je predstavljala centralizacija t. i. medjezikovnih povezav - hiperpovezav med članki o isti temi v wikipedijah v različnih jezikih. Brez centralizacije so povezave tvorile mrežo, v vseh člankih so bile z wikikodo ustvarjene povezave do vseh drugih člankov, torej je število potrebnih povezav naraščalo s kvadratom števila člankov. V času zagona Wikipodatkov je bilo teh povezav skupaj že 240 milijonov ali 5 % vsebine wikipedij. Wikipodatki so nadomestili to omrežje povezav s topologijo zvezde in odpravili zahtevo po množici posodobitev ob vsaki spremembi.
V drugi fazi so predmetom začeli dodajati še sklice, tretja faza pa bo omogočala izdelavo seznamov z logičnimi poizvedbami.